# Peter Buch Christiansen
Peter Buch Christiansen, né le 2 décembre 1999 à Starup au Danemark, est un footballeur danois qui évolue au poste d'attaquant au SønderjyskE.

## Biographie

### En club
Né à Starup au Danemark, Peter Buch Christiansen est formé au SønderjyskE. Après des prestations convaincantes avec les U17 il signe son premier contrat professionnel à l'âge de 16 ans, le 27 mai 2016. Il joue son premier match en professionnel le 8 décembre 2018, lors d'une rencontre de Superligaen face à l'Hobro IK. Il est titularisé avant d'être remplacé par Rasmus Vinderslev lors de cette rencontre qui se solde par un match nul (0-0),. 
Au mois de décembre 2018, Christiansen prolonge son contrat de trois ans, celui-ci prenant effet à partir de l'été 2019. En mai 2019 il reçoit le prix du meilleur jeune du club.
Le 17 juin 2021 il est prêté pour une saison au FC Helsingør par SønderjyskE.
Christiansen fait finalement son retour à SønderjyskE dès janvier 2022. 
Le 4 septembre 2022, Christiansen se fait remarquer en réalisant son premier doublé, lors d'une rencontre de championnat face au FC Fredericia. Titularisé, il délivre également une passe décisive pour Mads Albæk et est ainsi impliqué sur tous les buts de son équipe ce jour-là (victoire 1-3 de SønderjyskE).

## Palmarès

### En club
SønderjyskE
- Coupe du Danemark (1) :
  - 2019-20.